# Мінськ — місто-герой
53°54′57″ пн. ш. 27°32′17″ сх. д. / 53.9159° пн. ш. 27.5381° сх. д.
«Мінськ — місто-герой» (біл. Мінск — горад-герой, рос. Минск — город-герой) — архітектурно-скульптурний комплекс у Мінську, що складається з обеліска та бронзової скульптури «Батьківщини-матері». Є частиною єдиного ансамблю Білоруського державного музею історії Великої Вітчизняної війни. Розташовано на невеликому пагорбі на початку музейно-паркового комплексу «Перемога» на розі проспектів Переможців і Машерова...
В День незалежності Республіки Білорусь (3 липня) та в День Перемоги (9 травня) біля обеліска традиційно запускають святковий салют. Під час святкування Дня незалежності Республіки Білорусь перед меморіалом проходить урочистий парад і ґалаконцерт.
Під час протестів 2020 року стела була одним із головних місць збору протестувальників. 16 серпня 2020 року тут зібралося, за різними оцінками, від 400 тисяч до 500 тисяч осіб.

## Галерея

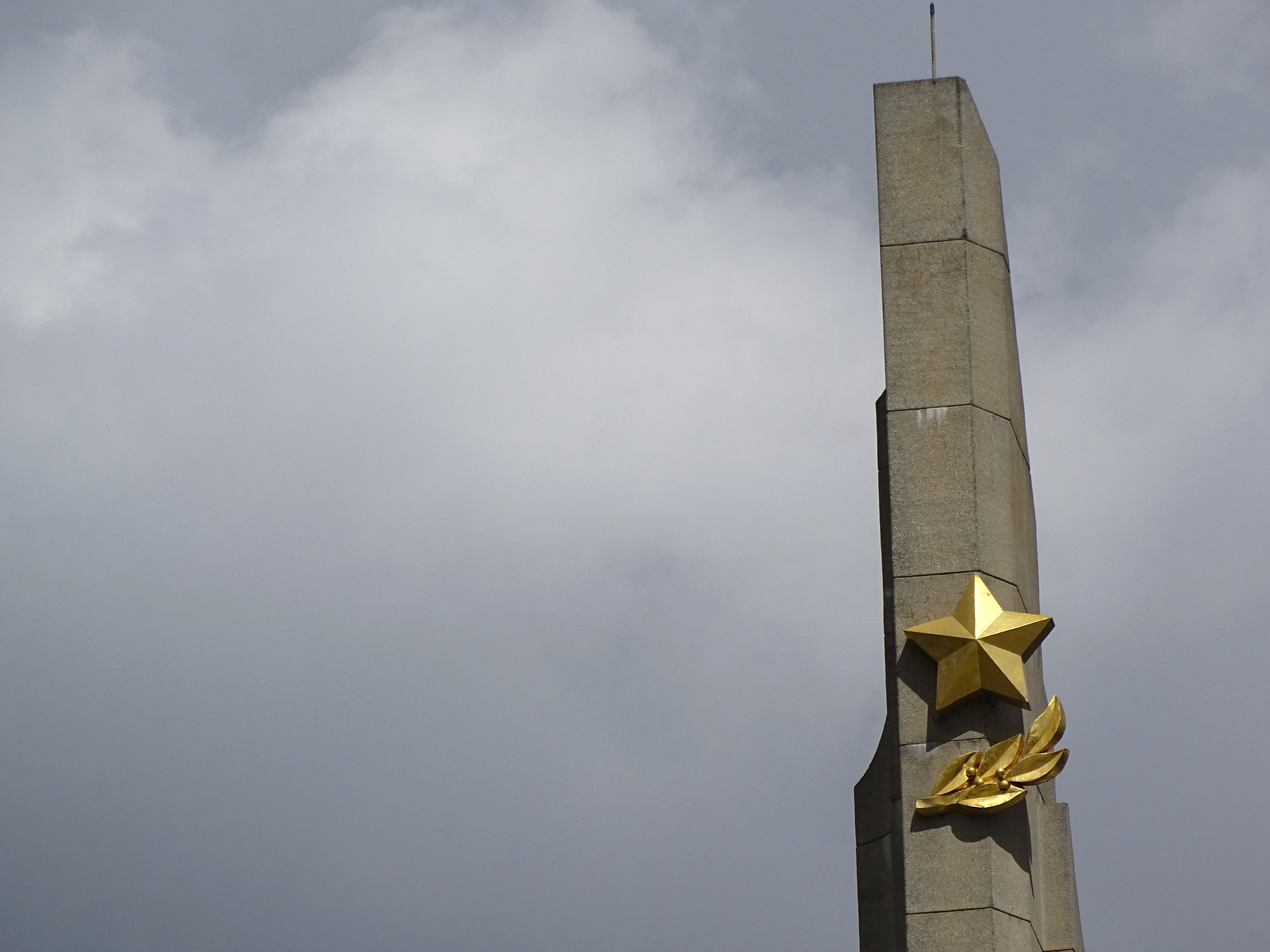
Зірка і лаврова гілка
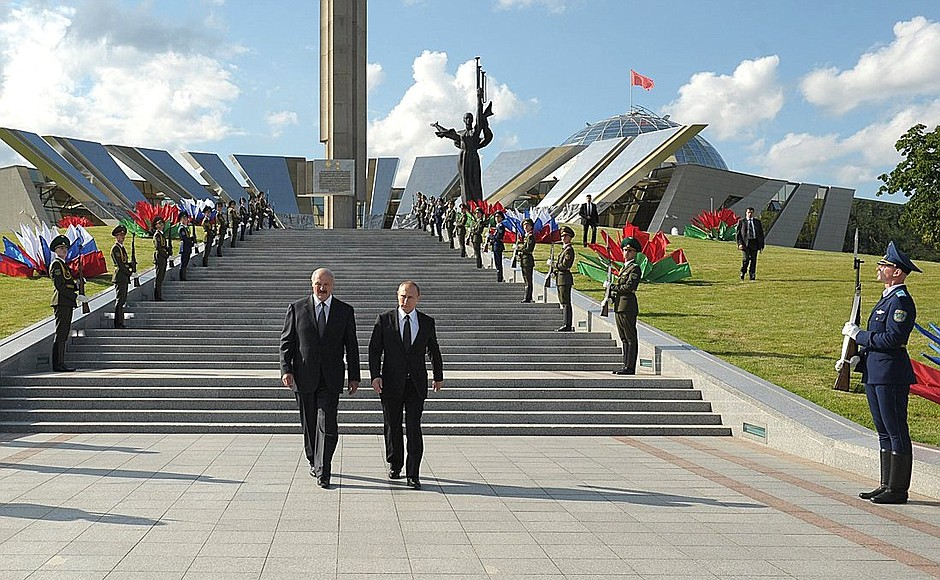
Олександр Лукашенко і Володимир Путін біля обеліска, 2 липня 2014
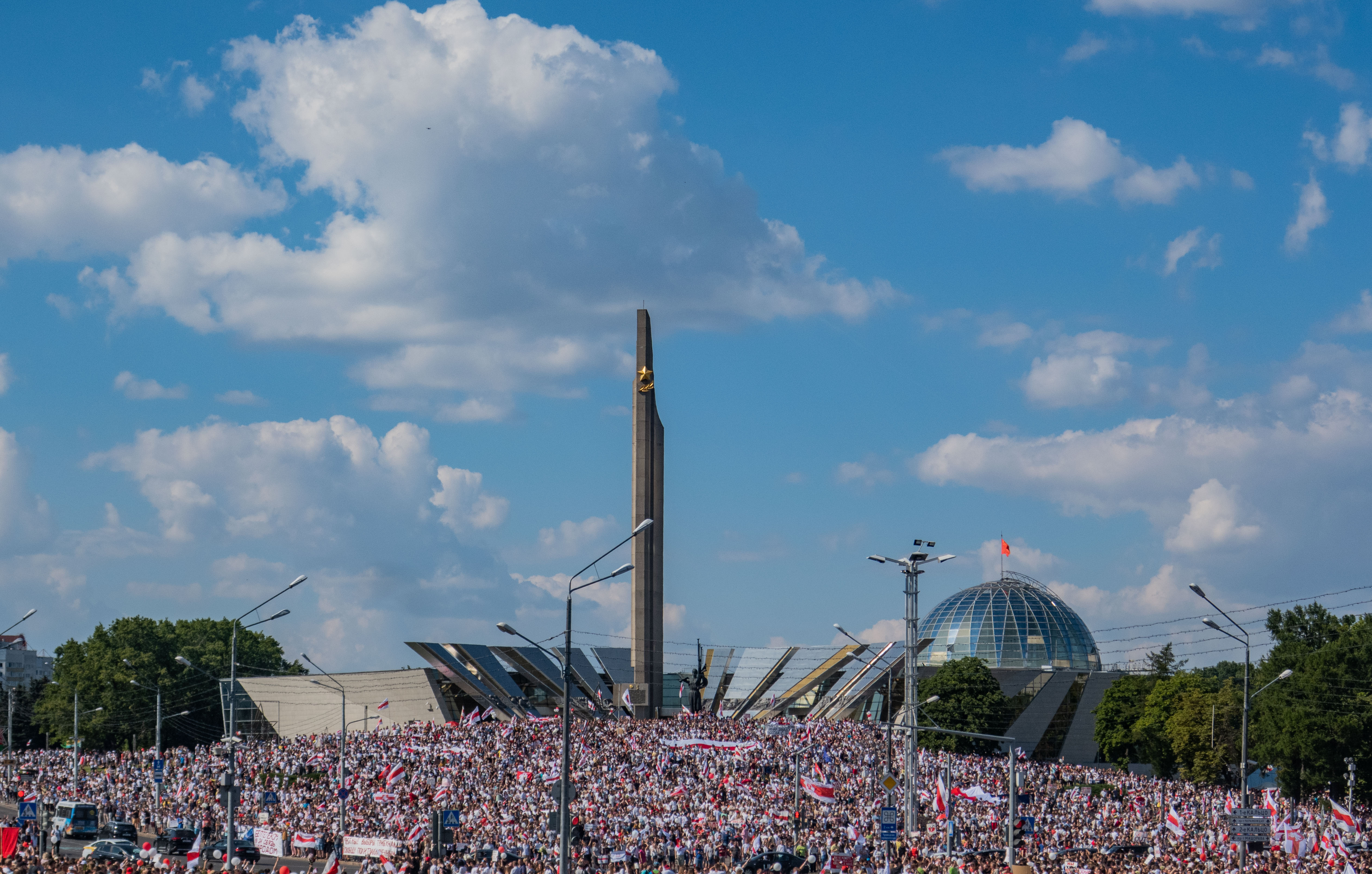
Мітинг проти Олександра Лукашенка і насилля, 16 серпня 2020
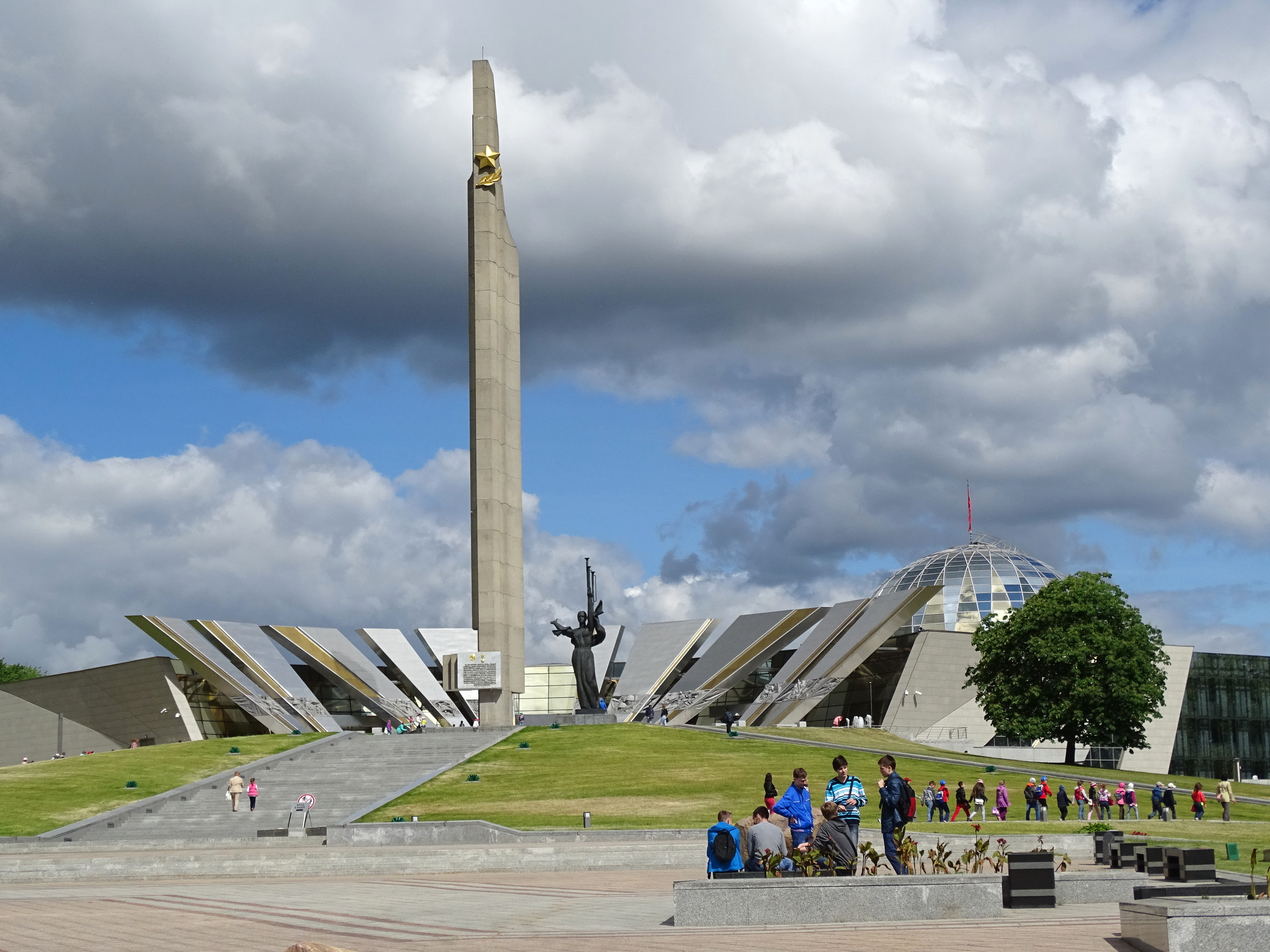
Загальний вид
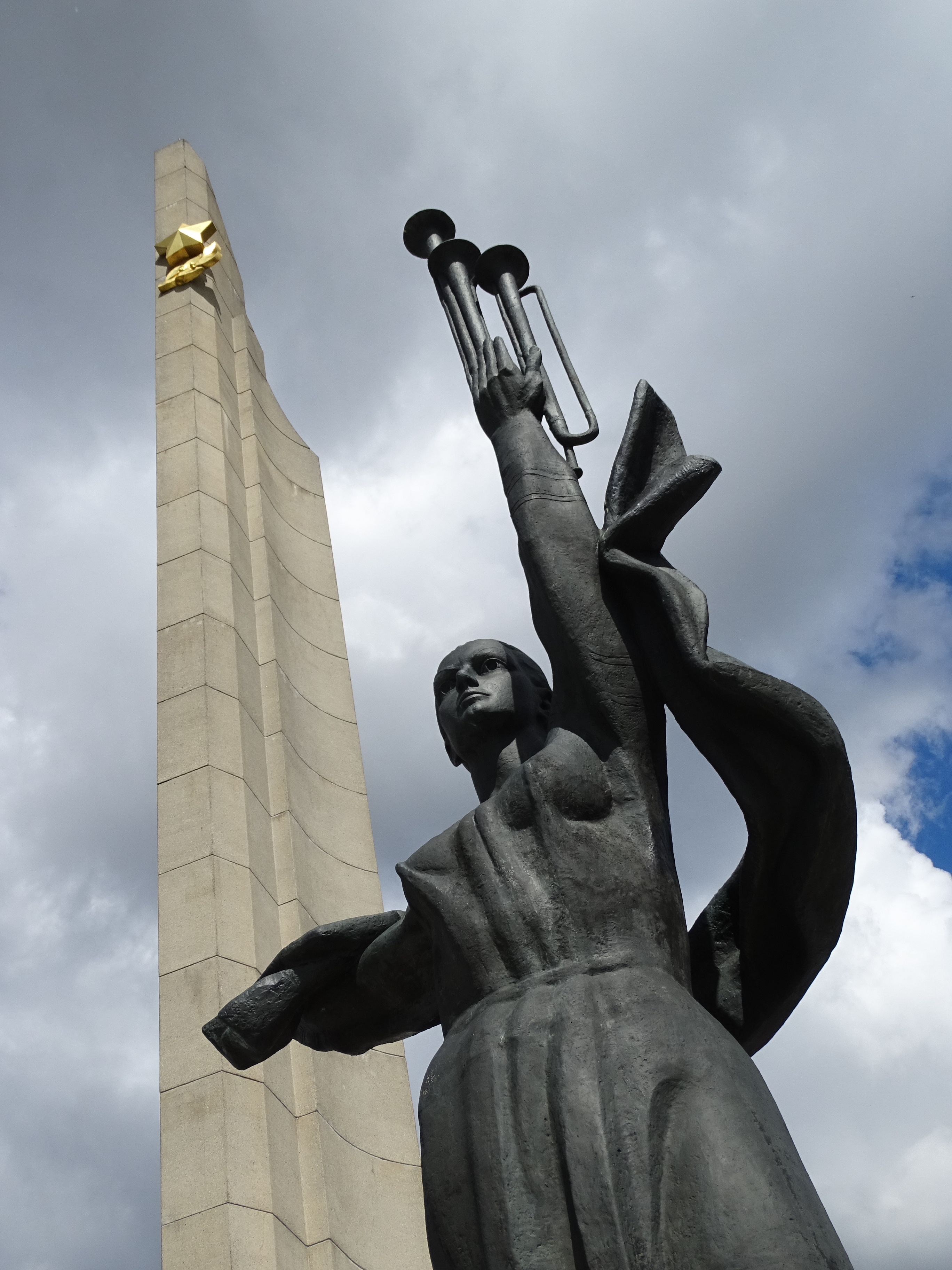
Скульптура «Батьківщина-мати»